# アンジェリーク 魔恋の六騎士
『アンジェリーク 魔恋の六騎士』（アンジェリーク まれんのろくきし）は、アイディアファクトリーより2011年11月17日に発売のPlayStation Portable用ゲーム。
アンジェリークシリーズ（コーエーテクモゲームス）の外伝で、『アンジェリーク 天空の鎮魂歌』のスピンオフ『小説 アンジェリーク 天空の鎮魂歌 黒き翼のもとに』が原案。

## 登場人物
テレサ
声 - 無し
主人公（名前の変更可）。幼い頃に両親が行方不明となり、知人の家に引き取られる。そこでルノーと姉弟のように仲良く暮らしていた。ある日、騎士団と出会い彼らと行動を共にする事になる。
カイン
声 - 森川智之
騎士団長の1人であり、参謀格。知的で物静かであり争いを好まない。主人公にとっては困った時に一番頼りになる人物。過去のトラウマから人と触れ合う事を避けている。
キーファー
声 - 平田広明
騎士団長の1人であり、カインとともに最も長くレヴィアスに仕える。大貴族の出身で、プライドが高く残忍な仕打ちを楽しんで行う極度のサディスト。家族の中で疎まれて育った事に強烈な憎悪を覚えている。
ジョヴァンニ
声 - 森久保祥太郎
騎士団長の1人。女性と見紛う華やかな美貌の持ち主で天性の詐欺師。頭も口も良く回り、平気で嘘をつく。細身のレイピアを操る一流の剣士でもある。女装が得意。
ユージィン
声 - 小野大輔
騎士団長の1人。どこか儚げな美貌の青年。レヴィアスに深く囚われており、時に狂信的な言動に走る。ルノーを溺愛し、主人公を敵視している。
ショナ
声 - 梶裕貴
騎士団長の1人。優秀な頭脳を持つ超天才少年。弓隊の指揮や武器の発明で活躍する。知能が高すぎる故に恐ろしい罪を重ね、常に孤独で虚無的になっている。
ゲルハルト
声 - 檜山修之
騎士団長の1人。元海賊で、力自慢の豪快な男。妹マリアや海賊仲間が構成員である彼の騎士団は明るくアットホームな雰囲気。お人好しで単純なため、ジョヴァンニのいいカモにされている。男ばかりの環境に身を置いていた影響で女性の扱いには慣れていない。
ウォルター
声 - 吉野裕行

カーフェイ
声 - てらそままさき

ルノー
声 - 釘宮理恵
主人公の幼なじみの少年。ユージィンに溺愛されている。
レヴィアス
声 - 成田剣
絶大なカリスマ性を持つ騎士団のリーダー。剣士、魔導士としてその力は共に超一流。単独行動が多く、他人と関わりを持たない謎に包まれた存在。実は「アンジェリーク 天空の鎮魂歌」に登場したアリオスと同一人物。
ヴァーン
声 - 立木文彦

マイレアス
声 - 堀内賢雄

マクシミリアン
声 - 若本規夫

ヨハネ
声 - 前野智昭

マリア
声 - 豊口めぐみ
ゲルハルトの妹。彼の騎士団のメンバーでもある。気が強く、兄を尻に敷いている。

## 主題歌
- OP「愛のWarrior」
  - 歌 - GRANRODEO
  - 作詞 - 谷山紀章
  - 作曲・編曲 - 飯塚昌明
- ED「Spica」
  - 歌 - 2HEARTS
  - 作詞 - 松村龍二
  - 作曲・編曲 - 飯塚昌明
- ED「Shalom」
  - 歌・作詞・作曲 - カノン
  - 編曲 - Yoshiyaka Suzuki、カノン